# David Saldoni i de Tena
David Saldoni i de Tena (Sallent, 21 de desembre de 1976) és un polític català. Va ser alcalde de Sallent de 2011 a 2019, i actualment és Diputat al Parlament de Catalunya i secretari general per la implementació i coordinació del món local de Junts per Catalunya.

## Biografia
Llicenciat en Administració i Direcció d'Empreses per la Universitat de Barcelona, té un postgrau en Lideratge i Política Local per la Universitat Autònoma de Barcelona. Del 2000 al 2004 va ser el secretari d'organització de la Joventut Nacionalista de Catalunya. El 1999 va entrar a l'Ajuntament de Sallent com a regidor. De cara a les eleccions generals espanyoles de 2015 va ser el vuitè candidat de la llista de Democràcia i Llibertat per al Congrés dels Diputats.
El 20 de gener de 2018 Saldoni rellevà Miquel Buch i Moya com a president de l'Associació Catalana de Municipis i Comarques, càrrec que exercí fins al 20 de setembre de 2019.
Entre el desembre de 2019 i el juliol del 2021 va ser Director General de Transport i Mobilitat de la Generalitat de Catalunya.
El 2024 es presentà a les eleccions al Parlament de Catalunya com a 14è a la llista per Barcelona de Junts per Catalunya.